# Friswell

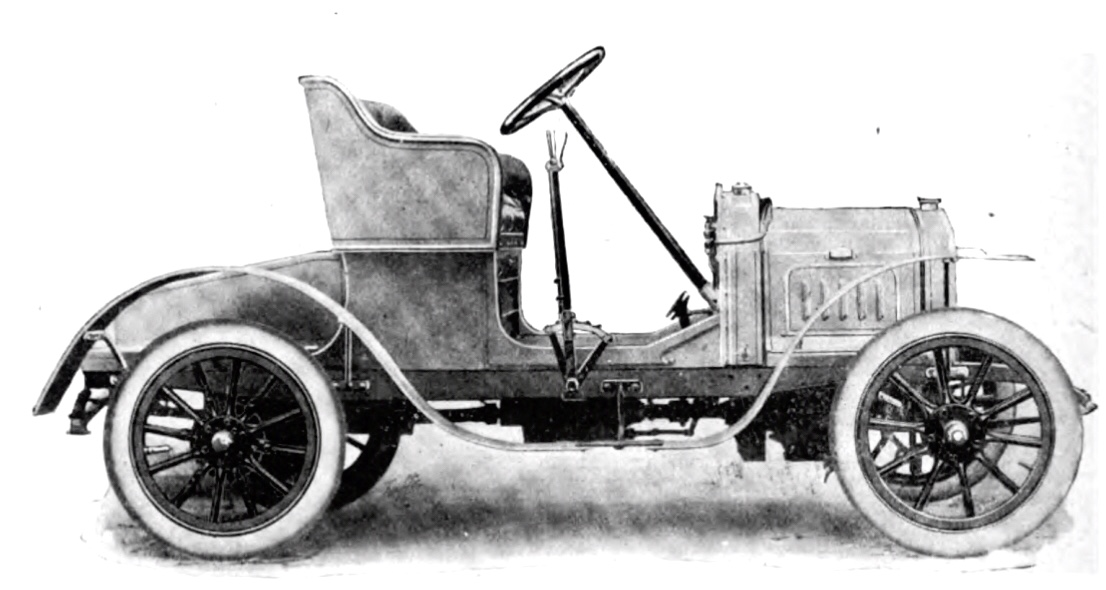
Friswell

Die Friswell (1906) Ltd. war ein britischer Automobilhersteller, der von 1906 bis 1907 existierte und in London SW ansässig war.

## Beschreibung
Gebaut wurde ein Kleinwagen mit Einzylindermotor von De Dion-Bouton mit 6,5 HP, der einen Hubraum von 700 cm³ hatte. Die Bohrung betrug 90 mm und der Hub 110 mm. Die maximale Leistung wurde bei 1600/min erreicht. Die Bereifung hatte einen Durchmesser von 700 mm bei einer Breite von 85 mm. Das Getriebe hatte drei Gänge. Die Handbremse wirkte auf die Kardanwelle und die Fußbremse lediglich auf die Hinterräder.